# 黑爾斯峰
64°8′S 62°9′W / 64.133°S 62.150°W
黑爾斯峰（英語：Hales Peak）是南極洲的山峰，位於帕默群島的布拉班特島東北部，處於卡貝薩山東北部，由英國公司拍攝空中地圖，現時由南極條約體系管理。